# Спортивная ходьба на 50 километров

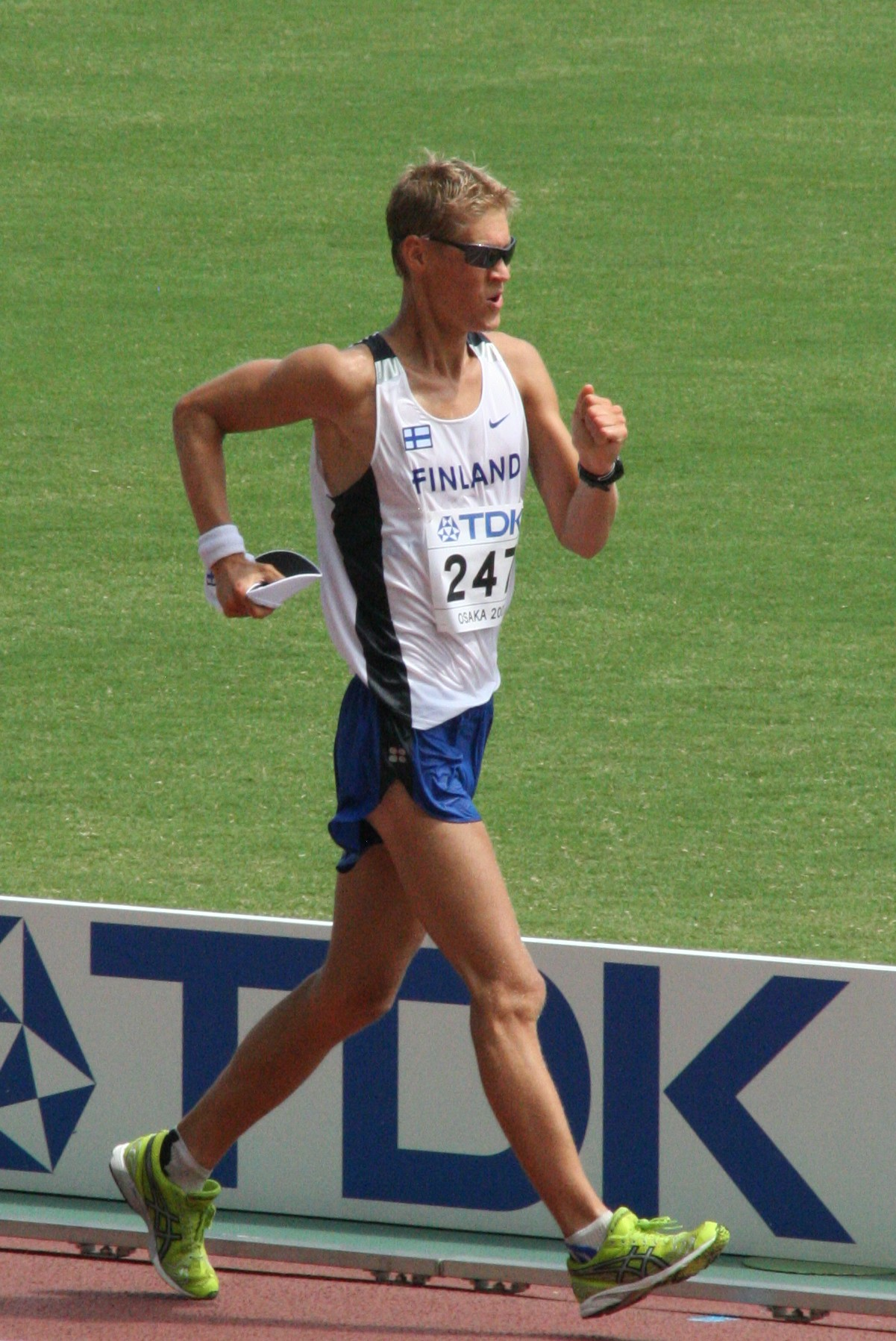
Соревнование по спортивной ходьбе на 50 км на чемпионате мира по лёгкой атлетике 2007 года в Осаке. Финн Антти Кемпас приходит одиннадцатым

Ходьба́ на 50 киломе́тров — дисциплина, относящаяся к спортивной ходьбе, в рамках легкоатлетической программы. Требует от спортсменов выносливости и тактического мышления. Является олимпийской дисциплиной лёгкой атлетики для мужчин с 1932 года, а также входит в программу официальных соревнований IAAF. С 2017 года включена в программу чемпионатов мира у женщин.
Данная дисциплина относится к числу наиболее сложных, предъявляющих высокие требования к моральным и физическим качествам, выносливости спортсмена. Неоднократно при проведении соревнования в жаркую погоду наблюдались случаи обморока, обезвоживания, потери координации спортсменами. Техника ходьбы на 50 км (в отличие от 20 км) отличается большей экономичностью и более акцентированным контактом с землёй, так как скорость сравнительно ниже.

## Правила
Дистанция 50 км стартует на стадионе, затем спортсмены выходят на шоссе, делают несколько кругов (обычно в черте города) и наконец финишируют снова на стадионе. Основная ошибка, фиксируемая судьями — нарушение стиля ходьбы, обнаружение фазы полёта, когда обе ноги отрываются от земли.

## Рекорды
| Рекорд             | Мужчины   | Мужчины        | Мужчины   | Мужчины         | Мужчины                 | Женщины   | Женщины         | Женщины | Женщины         | Женщины               |
| ------------------ | --------- | -------------- | --------- | --------------- | ----------------------- | --------- | --------------- | ------- | --------------- | --------------------- |
|                    | Результат | Спортсмен      | Страна    | Дата            | Место                   | Результат | Спортсменка     | Страна  | Дата            | Место                 |
| Мировой рекорд     | 3:32:33   | Йоанн Дини     | Франция   | 15 августа 2014 | Цюрих (Швейцария)       | 4:10:59   | Моника Свенссон | Швеция  | 21 октября 2007 | Сканцорошате (Италия) |
| Олимпийский рекорд | 3:36:53   | Джаред Таллент | Австралия | 11 августа 2012 | Лондон (Великобритания) | 3:59.15   | Лю Хун          | Китай   |                 |                       |

## История
Наибольших успехов в этой дисциплине добивались легкоатлеты СССР (России), Австралии, Польши, Китая. Самой большой коллекцией золотых медалей Олимпиад владеет Роберт Корженёвский — три победы на 50 км и одна на 20 км (1996—2004).
Известнейшие атлеты в этой дисциплине:
- Хартвиг Гаудер (ГДР)
- Андрей Перлов (СССР)
- Нейтан Дикс (Австралия)
- Роберт Корженёвский (Польша)

В 1976 году ходьба на 50 км была исключена из программы Олимпийских Игр в Монреале (в 1980 включена обратно). Чтобы компенсировать отсутствие важного для спортсменов старта, IAAF провела в 1976 году в Мальмё (Швеция) старт, которому был присвоен статус чемпионата мира, несмотря на то что первым официальным чемпионатом мира по лёгкой атлетике считается чемпионат 1983 года в Хельсинки.
В рамках новой политики МОК, где во главу угла ставится гендерное равенство в 2024 году ходьба на 50 км была окончательно исключена из программы Олимпийских Игр в Париже и вместо неё была включена эстафета на марафонскую дистанцию в 42,195 км, в которой один мужчина с одной женщиной делят между собой четыре этапа, каждый из которых — чуть больше 10 километров.